# Галтай
Галта́й (бур. Галта - огненное место) — улус в Мухоршибирском районе Бурятии. Входит в сельское поселение «Калиновское».

## География
Расположен на автодороге местного значения Хошун-Узур — Никольск, в 49 км от районного центра, села Мухоршибирь, на речке Галтай, на южной стороне хребта Цаган-Дабан, в 6 км к югу от центра сельского поселения — села Калиновки.

## Население
| 2002 | 2010 |
| ---- | ---- |
| 454  | ↘446 |